# Inland Empire Matadors
Gli Inland Empire Matadors sono una franchigia pallavolistica maschile statunitense, con sede a Rancho Cucamonga (California): militano in NVA.

## Storia
Gli Ontario Matadors vengono fondati nel 2020 come franchigia di nuova espansione della NVA. Partecipano al loro primo torneo in occasione dello NVA Showcase 2020. Nel 2022 la franchigia cambia nome in Inland Empire Matadors.

## Rosa 2023
| N° | Nome              | Ruolo | Data di nascita  | Nazionalità sportiva |
| -- | ----------------- | ----- | ---------------- | -------------------- |
| 2  | Antonio Delgado   | L     | 3 maggio 1999    | Porto Rico           |
| 3  | Bastian Fuentes   | C     | 17 aprile 1998   | Cile                 |
| 5  | Orlando Rojas     | S     | 3 febbraio 1998  | Colombia             |
| 6  | Casey Hiller      | C     | 7 ottobre 1999   | Stati Uniti          |
| 7  | Jimmy Montes      | S     | 16 aprile 2000   | Stati Uniti          |
| 8  | Christian Ventura | P     | 9 aprile 2000    | Messico              |
| 9  | James Valeanu     | P     | 13 agosto 1999   | Stati Uniti          |
| 10 | Cesar Medina      | S     | 13 aprile 1994   | Stati Uniti          |
| 11 | Gabriel Cruz      | C     | 26 maggio 1996   | Messico              |
| 12 | Eric Veliz        | L     | 12 febbraio 1996 | Stati Uniti          |
| 13 | Enger Miéses      | L     | 1º dicembre 1995 | Rep. Dominicana      |
| 14 | Álvaro Hidalgo    | S     | 23 marzo 1994    | Perù                 |
| 15 | Martín Petris     | C     | 23 luglio 1990   | Messico              |
| 16 | Antonio Anguizola | S     | 28 agosto 2000   | Panama               |
| 17 | Luis Lopez        | C     | 9 maggio 2001    | Stati Uniti          |
| 18 | James Norris      | C     | 13 novembre 1999 | Stati Uniti          |
| 23 | Ricky Olea        | C     | 27 marzo 1999    | Stati Uniti          |
| 24 | Enzo Covarrubias  | P     | 7 dicembre 1997  | Stati Uniti          |
| 50 | Isaac Liva        | O     | 20 luglio 1998   | Stati Uniti          |

## Denominazioni precedenti
- 2020-2021: Ontario Matadors